# Saul Friedländer
Saul Friedländer, född 11 oktober 1932 i Prag, är en israelisk historiker och författare. Han har skrivit en rad böcker om Förintelsen.